# Orthocladius attenuatus
Orthocladius attenuatus är en tvåvingeart som först beskrevs av Jean-Jacques Kieffer 1921.  Orthocladius attenuatus ingår i släktet Orthocladius och familjen fjädermyggor.
Artens utbredningsområde är Polen. Inga underarter finns listade i Catalogue of Life.